# Guido Cantini
Guido Cantini (Livorno, 9 aprile 1889 – Roma, 1º gennaio 1945) è stato un commediografo e scrittore italiano.

## Biografia
Guido Cantini nato da Ferdinando e da Ida Parrini, risultò uno dei più prolifici e popolari esponenti realizzatori di opere di evasione presentate tra le due guerre, rispecchianti soprattutto una descrizione di vita piccolo borghese, con tutte le sue convenzioni e gli snobismi. I suoi personaggi esprimono sentimenti amorosi, comico-sentimentali, adulterini o no.
Il suo esordio teatrale avvenne quando aveva solamente 17 anni, con l'atto unico La carezza del gatto (1906).
Successivamente si dedicò alla produzione poetica e nel 1913, a Bologna, pubblicò Inno alla bellezza vergine - Sonetti e poemi in 2 libri.
Il secondo, i Sonetti e poemi, si distinse particolarmente, caratterizzandosi per immagini di paesaggi montani o marini e ritratti di animali oltre che per Il poema d'Ermafrodito, che, ispirato dal mito, esprime le peculiarità della poetica cantiniana, intrisa di toni crepuscolari, ma anche di influenze dannunziane.
Dopo la parentesi della prima guerra mondiale, alla quale partecipò come volontario, la sua presenza sulle scene fu continua fino alla morte.
Tra i suoi lavori si possono menzionare: Loro quattro (1921 al teatro Carignano di Torino), È tornato carnevale (1930 al teatro dei Filodrammatici di Milano), La signora Paradiso (1931 al teatro Argentina di Roma), L'esclusa (1932), Giramondo (1932), I girasoli (1936 al teatro Quirino di Roma), Ho sognato il Paradiso (1936), Turbamento (1941), Gli addii (1942).
Guido Cantini si distinse per il suo garbo accattivante che lo rese celebre presso gli attori e il pubblico della sua generazione.
Cantini si mise in evidenza anche come sceneggiatore: nel 1934 sceneggiò il film La signora Paradiso per la regia cinematografica di Enrico Guazzoni.
Da allora si dedicò con sempre maggiore impegno alla sceneggiatura anche di film ricavati dalle proprie commedie, ma il suo più grande successo fu Mamma, diretto nel 1941 da Guido Brignone, grazie alla popolarità della omonima canzone cantata da Beniamino Gigli.
Diresse per molti anni la rivista di teatro Comoedia.
I giudizi dei critici teatrali furono sostanzialmente favorevoli. Un sentimentalismo volta a volta sorridente o patetico sull'esempio di Charles Vildrac e una sottile sensualità alla Paul Géraldy furono caratteristiche tipiche dei suoi lavori teatrali. Il suo linguaggio di dimostrò piuttosto raffinato, inoltre le sue basi di ispirazione risultarono il dramma borghese e il teatro intimista, dei quali fu uno dei maggiori rappresentanti.

## Opere
- La carezza del gatto (1906);
- Loro quattro (1921) al teatro Carignano di Torino;
- È tornato carnevale (1930) al teatro dei Filodrammatici di Milano;
- La signora Paradiso (1931) al teatro Argentina di Roma;
- L'esclusa (1932);
- Giramondo (1932);
- I girasoli (1936) al teatro Quirino di Roma;
- Ho sognato il Paradiso (1936);
- Turbamento (1941);
- Gli addii (1942).